# Кубок Росії з футболу 1997—1998
Кубок Росії з футболу 1997–1998 — 6-й розіграш кубкового футбольного турніру в Росії. Титул вдруге здобув Спартак (Москва).

## Календар
| Раунд           | Дата                             | Матчі | Клуби     |
| --------------- | -------------------------------- | ----- | --------- |
| Перший раунд    | 2-5 травня 1997                  | 27    | 160 → 133 |
| Другий раунд    | 15-16 травня 1997                | 55    | 133 → 78  |
| Третій раунд    | 16 червня 1997                   | 30    | 78 → 48   |
| Четвертий раунд | 6-21 липня 1997                  | 16    | 48 → 32   |
| 1/16 фіналу     | 30 липня - 13 серпня 1997        | 16    | 32 → 16   |
| 1/8 фіналу      | 18 жовтня 1997 - 23 березня 1998 | 8     | 16 → 8    |
| 1/4 фіналу      | 8-15 квітня 1998                 | 4     | 8 → 4     |
| 1/2 фіналу      | 29 квітня 1998                   | 2     | 4 → 2     |
| Фінал           | 7 червня 1998                    | 1     | 2 → 1     |

## 1/16 фіналу
| Команда 1                     | Рахунок         | Команда 2                   |
| ----------------------------- | --------------- | --------------------------- |
| 30 липня 1997                 |                 |                             |
| Металург (Красний Сулин) (4)  | 0:2             | Спартак (Москва)            |
| 6 серпня 1997                 |                 |                             |
| Уралан (2)                    | 1:2             | Ротор (Волгоград)           |
| Том (3)                       | 3:1             | Тюмень                      |
| Автозапчастина (3)            | 1:3             | Аланія (Владикавказ)        |
| 13 серпня 1997                |                 |                             |
| Шинник                        | 2:3             | Зеніт                       |
| ЦСК ВВС Кристал (2)           | 2:2 дч пен. 4:5 | Балтика                     |
| Орел (3)                      | 1:1 дч пен. 0:3 | Локомотив (Москва)          |
| Рубін (Казань) (3)            | 1:0             | Локомотив (Нижній Новгород) |
| Нафтохімік (Нижньокамськ) (2) | 1:3             | КАМАЗ-Чалли                 |
| МНС-Селятино (3)              | 1:2             | Динамо (Москва)             |
| Металург (Липецьк) (2)        | 1:3             | Торпедо-Лужники (Москва)    |
| Локомотив (Чита) (2)          | 0:0 дч пен. 3:4 | ЦСКА                        |
| Кубань (2)                    | 2:1             | Чорноморець (Новоросійськ)  |
| Динамо (Ставрополь) (2)       | 3:0             | Жемчужина (Сочі)            |
| Волга (Ульяновськ) (3)        | 1:2             | Крила Рад                   |
| Арсенал (Тула) (3)            | 3:0             | Ростсільмаш                 |

## 1/8 фіналу
| Команда 1            | Рахунок | Команда 2               |
| -------------------- | ------- | ----------------------- |
| 18 жовтня 1997       |         |                         |
| Рубін (Казань) (3)   | 1:0     | Арсенал (Тула) (3)      |
| 22 жовтня 1997       |         |                         |
| ЦСКА                 | 3:2     | Зеніт                   |
| Крила Рад            | 4:0     | Балтика                 |
| Динамо (Москва)      | 3:1     | Динамо (Ставрополь) (2) |
| 21 березня 1998      |         |                         |
| Спартак (Москва)     | 6:0     | Кубань (2)              |
| КАМАЗ-Чалли (2)      | 3:4     | Ротор (Волгоград)       |
| Аланія (Владикавказ) | 1:0     | Том (2)                 |
| 23 березня 1998      |         |                         |
| Торпедо (Москва)     | 0:2     | Локомотив (Москва)      |

## 1/4 фіналу
| Команда 1            | Рахунок | Команда 2          |
| -------------------- | ------- | ------------------ |
| 8 квітня 1998        |         |                    |
| Спартак (Москва)     | 2:0     | Крила Рад          |
| Локомотив (Москва)   | 1:0     | Динамо (Москва)    |
| 14 квітня 1998       |         |                    |
| Ротор (Волгоград)    | 5:3 дч  | ЦСКА               |
| 15 квітня 1998       |         |                    |
| Аланія (Владикавказ) | 3:0     | Рубін (Казань) (2) |

## 1/2 фіналу
| Команда 1          | Рахунок | Команда 2            |
| ------------------ | ------- | -------------------- |
| 28 квітня 1998     |         |                      |
| Ротор (Волгоград)  | 0:2     | Спартак (Москва)     |
| 29 квітня 1998     |         |                      |
| Локомотив (Москва) | 1:0     | Аланія (Владикавказ) |

## Фінал
| 7 червня 1998 |

| Спартак (Москва) | 1:0      | Локомотив (Москва) |
| ---------------- | -------- | ------------------ |
| Тихонов 86'      | Протокол |                    |

| Лужники, Москва Глядачів: 38 000 Арбітр: Лом-Алі Ібрагімов |